# Liste der Kulturdenkmale in Luxemburg-Oberstadt
In der Liste der Kulturdenkmale in Luxemburg-Oberstadt sind alle Kulturdenkmale des luxemburgischen Stadtteils Oberstadt aufgeführt (Stand: 15. Juli 2025).
| Bild | Bezeichnung | Lage                                                          | Beschreibung | Stufe | Eingetragen seit   |
| --- | --- | ------------------------------------------------------------- | --- | ----- | ------------------ |
| Weitere Bilder | „Maison de Cassal“ | 5, rue Large (Karte)                                          | | PCN   | 1. August 1940     |
| Weitere Bilder | Kirche St-Michel | rue Sigefroi (Karte)                                          | | PCN   | 27. Mai 1963       |
| | ehemaliges Gebäude des Athénée de Luxembourg | 9, rue Notre-Dame (Karte)                                     | | PCN   | 13. Oktober 1964   |
| Wohnhaus mit Hof und Garten | Wohnhaus mit Hof und Garten | 12, rue du St-Esprit (Karte)                                  | | PCN   | 2. September 1977  |
| Gebäude | Gebäude | 30, avenue Monterey (Karte)                                   | | PCN   | 25. März 1988      |
| Turm im Hinterhof und Türmchen in der rückseitigen Fassade des Gebäudes | Turm im Hinterhof und Türmchen in der rückseitigen Fassade des Gebäudes | 3, Grand-Rue (Karte)                                          | | PCN   | 28. Juli 1989      |
| Weitere Bilder | Gebäude mit Platz | 23, boulevard Grande-Duchesse Charlotte (Karte)               | | PCN   | 10. November 1989  |
| Weitere Bilder | Blutbuche (Fagus sylvatica f. purpurea) mit Grundstück, auf dem sie sich befindet | 20-22, rue du Saint-Esprit (Karte)                            | | PCN   | 15. Dezember 1989  |
| Weitere Bilder | „Clinique Saint-Joseph“ mit Nebengebäuden | 3, rue Sigefroi (Karte)                                       | | PCN   | 10. November 1989  |
| Gebäude | Gebäude | 6, 8, 10, rue Sigefroi (Karte)                                | | PCN   | 3. März 1989       |
| Weitere Bilder | Monument du Souvenir „Gëlle Fra“ | place de la Constitution (Karte)                              | | PCN   | 8. März 2002       |
| Weitere Bilder | Orgel in der Kirche St-Michel | (Karte)                                                       | | PCN   | 11. Dezember 2002  |
| Weitere Bilder | Gebäude („Fënsterschlass“) | 25, rue des Bains (Karte)                                     | | PCN   | 15. Juni 2007      |
| „Codex Mariendalensis“ | „Codex Mariendalensis“ | Nationalarchiv Luxemburg (Karte)                              | | PCN   | 27. Juni 2008      |
| Gebäude | Gebäude | 3, rue du Curé (Karte)                                        | | PCN   | 11. September 2009 |
| Gebäude | Gebäude | 2, rue Notre-Dame bis 44, Place Guillaume II (Karte)          | | PCN   | 29. Januar 2010    |
| Gebäude | Gebäude | 40, rue du Curé (Karte)                                       | | PCN   | 17. Juni 2011      |
| „Madone des Déportés“ (Madonna der Deportierten) | „Madone des Déportés“ (Madonna der Deportierten) | Krypta der Kathedrale unserer lieben Frau (Karte)             | | PCN   | 18. Oktober 2012   |
| Gebäude | Gebäude | 20, Place Guillaume II/10, rue du Curé (Karte)                | | PCN   | 18. Januar 2013    |
| Hauptpost | Hauptpost | 8A, avenue Monterey (Karte)                                   | | PCN   | 2. März 2018       |
| Weitere Bilder | Gebäude | 1, avenue Marie-Thérèse (Karte)                               | | PCN   | 20. Juli 2018      |
| Weitere Bilder | Villa Louvigny | Allée Marconi (Karte)                                         | | PCN   | 6. September 2018  |
| Weitere Bilder | Gebäude | 17, Place du Théâtre (Karte)                                  | | PCN   | 6. September 2018  |
| Weitere Bilder | Redemptoristenkloster, Kirche St-Alphonse, Innenhof | 32, rue des Capucins (Karte)                                  | | PCN   | 14. September 2018 |
| Weitere Bilder | Glacis-Kapelle | boulevard Joseph II/rue Nic Adames (Karte)                    | | PCN   | 31. Januar 2020    |
| Gebäude | Gebäude | 14, avenue Marie-Thérèse (Karte)                              | | PCN   | 23. Juli 2021      |
| Kreuzigung, Kreuzabnahme, Schmerzenschristus und Schmerzensmadonna von Aelbert Bouts, Reliquienkreuz, Hanap (Kelch), Monstranz von Marguerite de Busbach, Kruzifix auf Sockel und Jungfrau mit Kind, bekannt als Münstermadonna. | Kreuzigung, Kreuzabnahme, Schmerzenschristus und Schmerzensmadonna von Aelbert Bouts, Reliquienkreuz, Hanap (Kelch), Monstranz von Marguerite de Busbach, Kruzifix auf Sockel und Jungfrau mit Kind, bekannt als Münstermadonna. |                                                               | | PCN   | 10. Dezember 2021  |
| Gebäude | Gebäude | 34, rue Notre-Dame (Karte)                                    | | PCN   | 10. Dezember 2021  |
| Gebäude | Gebäude | 59, Boulevard Royal (Karte)                                   | | PCN   | 4. Februar 2022    |
| Gebäude | Gebäude | 45, rue Notre-Dame (Karte)                                    | | PCN   | 4. Februar 2022    |
| Gebäude | Gebäude | 43, rue Notre-Dame/3, Boulevard Franklin D. Roosevelt (Karte) | | PCN   | 4. Februar 2022    |
| Bischofspalais mit Park und Festungsmauer | Bischofspalais mit Park und Festungsmauer | 3, avenue Marie-Thérèse (Karte)                               | | PCN   | 4. Februar 2022    |
| Architektonisches Ensemble der Kapelle des bischöflichen Konvikts | Architektonisches Ensemble der Kapelle des bischöflichen Konvikts | 5, avenue Marie-Thérèse (Karte)                               | Gebäudekomplex mit Kapelle, Veranstaltungssaal und Gebäudeflügel entlang der Straße, außerdem Festungsmauer                                 | PCN   | 25. Februar 2022   |
| Gebäude | Gebäude | 18-20, avenue Marie-Thérèse (Karte)                           | | PCN   | 25. Februar 2022   |
| Gebäude | Gebäude | 7, rue du Palais de Justice (Karte)                           | | PCN   | 2. September 2022  |
| Gebäude | Gebäude | 32, avenue Marie-Thérèse (Karte)                              | | PCN   | 3. Mai 2023        |
| Weitere Bilder | „Hôtel des Terres Rouges“ | 4, Boulevard Franklin D. Roosevelt (Karte)                    | | PCN   | 26. Juni 2023      |
| Gebäude | Gebäude | 30, rue de la Poste (Karte)                                   | | PCN   | 27. Mai 2024       |
| Gebäude | Gebäude | 17, Place d’Armes (Karte)                                     | | PCN   | 18. Dezember 2024  |
| Gebäude | Gebäude | 21, rue Aldringen und 3, rue Beck (Karte)                     | | PCN   | 14. März 2025      |
| Gebäude | Gebäude | 1, 2 und 3, rue Large (Karte)                                 | | IS    | 20. Oktober 1961   |
| Gebäude | Gebäude | 4, 6, 8, 10, 12 und 14, rue Wiltheim (Karte)                  | | IS    | 20. Oktober 1961   |
| Gebäude | Gebäude | 1, 3, 6, 8, 10 und 12 rue Sigefroi (Karte)                    | | IS    | 20. Oktober 1961   |
| Weitere Bilder | Gebäude | 11, rue de la Boucherie (Karte)                               | | IS    | 20. Oktober 1961   |
| Gebäude, Hof/Platz mit „Fischmarkt“ | Gebäude, Hof/Platz mit „Fischmarkt“ | 4, 6, 5–7, 8–8b, 9, rue de la Loge (Karte)                    | | IS    | 20. Oktober 1961   |
| Gebäude | Gebäude | rue du Rost (Karte)                                           | | IS    | 20. Oktober 1961   |
| Gebäude | Gebäude | 26, 30 und 32, rue de l’Eau (Karte)                           | | IS    | 20. Oktober 1961   |
| Gebäude | Gebäude | 5, 7, 9, 11, 13, 17, 19, 21 und 23, rue Large (Karte)         | | IS    | 15. Dezember 1964  |
| Wandmalereien von Abraham von Orval im Erdgeschoss | Wandmalereien von Abraham von Orval im Erdgeschoss | 11, rue du Nord (Karte)                                       | | IS    | 8. Juni 1970       |
| Weitere Bilder | Gebäude mit Hof | 4, rue de la Reine (Karte)                                    | | IS    | 25. Juni 1974      |
| Wohnhaus mit Hof | Wohnhaus mit Hof | 7, place d’Armes (Karte)                                      | | IS    | 5. März 1975       |
| Gebäude | Gebäude | 1, 3, 5, 5a, 10, 14 und 16 sowie 30, rue du Curé (Karte)      | | IS    | 5. Mai 1978        |
| Gebäude | Gebäude | 3, 13, 17 und 19, rue Chimay (Karte)                          | | IS    | 5. Mai 1978        |
| Gebäude | Gebäude | 5, place d’Armes (Karte)                                      | | IS    | 5. Mai 1978        |
| Gebäude | Gebäude | 4 und 6, rue Génistre (Karte)                                 | | IS    | 5. Mai 1978        |
| Gebäude | Gebäude | 2, 4, 6, 19 und 23, Grand-Rue (Karte)                         | | IS    | 5. Mai 1978        |
| Gebäude | Gebäude | 2, rue Notre-Dame (Karte)                                     | | IS    | 5. Mai 1978        |
| Gebäude mit Plätzen | Gebäude mit Plätzen | 1-3, rue Marché-aux-Herbes (Karte)                            | | IS    | 30. November 1989  |
| ehemalige „Mohrenapotheke“ | ehemalige „Mohrenapotheke“ | 8, Grand-Rue (Karte)                                          | | IS    | 8. Mai 2009        |
| Gebäude | Gebäude | 9–11, Grand-Rue (Karte)                                       | 1934 als „Pelzgeschäft Hertz-Grünstein“ gegründet; 1940 „arisiert“, bis 1944 Sitz der Volksdeutschen Bewegung, dann wieder Geschäftsgebäude | IS    | 29. November 2012  |
| Gebäude | Gebäude | 13–17, Grand-Rue (Karte)                                      | Gebäude des ehemaligen Geschäfts „A la Bourse“, das 1934 gegründet und 2012 geschlossen wurde.                                              | IS    | 29. November 2012  |
| Häuser | Häuser | 15 und 17, rue de la Chapelle (Karte)                         | | IS    | 26. März 2013      |
| Weitere Bilder | Lycée Robert-Schuman | 1, boulevard Emmanuel Servais (Karte)                         | | IS    | 28. November 2017  |
| Gebäude | Gebäude | 11, Côte d’Eich (Karte)                                       | | IS    | 5. September 2018  |

Legende: PCN – Immeubles et objets bénéficiant des effets de classement comme patrimoine culturel national; IS – Immeubles et objets inscrits à l’inventaire supplémentaire

## Quelle
- Liste des immeubles et objets beneficiant d’une protection nationales, Nationales Institut für das gebaute Erbe, Fassung vom 12. September 2022, S. 76 ff., 85 f. (PDF)

- Karte mit allen Koordinaten:
- OSM |
- WikiMap

Bahnhofsviertel |
Beggen |
Belair |
Bonneweg |
Cents |
Clausen |
Dommeldingen |
Eich |
Gasperich |
Grund |
Hamm |
Hollerich |
Kirchberg |
Limpertsberg |
Merl |
Mühlenbach |
Neudorf-Weimershof |
Pfaffenthal |
Pulvermühle |
Rollingergrund |
Oberstadt |
Weimerskirch |
Zessingen
Bad Mondorf |
Bartringen |
Bauschleiden |
Bech |
Beckerich |
Befort |
Berdorf |
Bettemburg |
Bettendorf |
Betzdorf |
Bissen |
Biwer |
Burscheid |
Bous-Waldbredimus |
Clerf |
Colmar-Berg |
Consdorf |
Contern |
Dalheim |
Diekirch |
Differdingen |
Dippach |
Düdelingen |
Echternach |
Ell |
Ernztalgemeinde |
Erpeldingen an der Sauer |
Esch an der Alzette |
Esch an der Sauer |
Ettelbrück |
Fels |
Feulen |
Fischbach |
Flaxweiler |
Frisingen |
Garnich |
Goesdorf |
Grevenmacher |
Grosbous-Wahl |
Habscht |
Heffingen |
Helperknapp |
Hesperingen |
Junglinster |
Käerjeng |
Kayl |
Kehlen |
Kiischpelt |
Koerich |
Kopstal |
Lenningen |
Leudelingen |
Lintgen |
Lorentzweiler |
Luxemburg |
Mamer |
Manternach |
Mersch |
Mertert |
Mertzig |
Monnerich |
Niederanven |
Nommern |
Parc Hosingen |
Petingen |
Préizerdaul |
Pütscheid |
Rambruch |
Reckingen/Mess |
Redingen/Attert |
Reisdorf |
Remich |
Roeser |
Rosport-Mompach |
Rümelingen |
Saeul |
Sandweiler |
Sassenheim |
Schengen |
Schieren |
Schifflingen |
Schüttringen |
Stadtbredimus |
Stauseegemeinde |
Steinfort |
Steinsel |
Strassen |
Tandel |
Ulflingen |
Useldingen |
Vianden |
Vichten |
Waldbillig |
Walferdingen |
Weiler zum Turm |
Weiswampach |
Wiltz |
Winseler |
Wintger |
Wormeldingen